# Антигва и Барбуда на Светском првенству у атлетици у дворани 1999.
Антигва и Барбуда је после пет пропуштених светских првенстава у дворани поново учествовала на  7. Светском првенству 1999. одржаном у Зеленој куполи у Маебашију од 5. до 7. марта.  Репрезентацију Антигве и Барбуде у њеном другом 
учешћу на светским првенствима у дворани, представљала је  једна атлетичарка која се такмичила у 60 метара.
Представница Антигве и Барбуде није освојила ниједну медаљу, али је поставла нови национални рекод на 50 метара у дворани.

## Учесници
Жене:
- Хедер Самјуел — 60 метара

## Резултати
| Атлетичарка   | Дисциплина | Лични рекорд | Квалификације | Квалификације | Полуфинале            | Полуфинале            | Финале                | Финале       | Детаљи |
| Атлетичарка   | Дисциплина | Лични рекорд | Резултат      | Место         | Резултат              | Место                 | Резултат              | Место        | Детаљи |
| ------------- | ---------- | ------------ | ------------- | ------------- | --------------------- | --------------------- | --------------------- | ------------ | ------ |
| Хедер Самјуел | 60 м       |              | 7,41 НР       | 6 у гр. 1     | Није се квалификовала | Није се квалификовала | Није се квалификовала | 22 / 30 (32) |        |